# Ceratophyllus hirundinis
Ceratophyllus hirundinis é um insecto parasita pertencente à ordem Siphonaptera, encontrado em ninhos de andorinha-dos-beirais.